# 조모코겐역
조모코겐역(일본어: 上毛高原駅)은 일본 군마현 도네군 미나카미정에 있는 동일본 여객철도 조에쓰 신칸센의 철도역이다.

## 역명 유래
역이 위치한 군마현의 별칭이 '조모'(上毛)이고, 고도가 높은 지대에 있다고 하여 '조모코겐'이라고 역명이 제정되었다.

## 타는 곳
| 1 | ■ 조에쓰 신칸센 | (상행) | 다카사키 · 오미야 · 도쿄 방면 |
| 2 | ■ 조에쓰 신칸센 | (하행) | 나가오카 · 니가타 방면        |

## 이용 현황
- 2006년도 : 732명
- 2007년도 : 740명
- 2008년도 : 725명
- 2009년도 : 659명
- 2010년도 : 666명

## 역 주변
- 조에쓰선 고칸역
- 가미모쿠 온천
- 나메사와 온천
- 가와후루 온천
- 사루가쿄 온천
- 호시 온천
- 유주쿠 온천
- 국도 제291호선

## 인접 역
| 동일본 여객철도 ■ 조에쓰 신칸센 | 동일본 여객철도 ■ 조에쓰 신칸센 | 동일본 여객철도 ■ 조에쓰 신칸센 |
| ------------------------------- | ------------------------------- | ------------------------------- |
| 다카사키 도쿄 방면              | 조에쓰 신칸센                   | 에치고유자와 니가타 방면        |